# Pahleh
Pahleh é uma cidade da província de Ilão, no Irã. Está localizada próxima à fronteira com o Iraque.
Em 2013, sua população era de aproximadamente 4.586 habitantes.
O centro administrativo da província, a cidade de Ilão, está a 122 km. A cidade tem um clima bastante quente. A precipitação anual é de 280 mm e a temperatura chega a alcançar mais de 40 graus no verão. Há um problema grave de água na cidade. A Guerra Irã-Iraque danificou grande parte da cidade, que foi reconstruída posteriormente.